# JetSmart Colombia
JetSMART Colombia is een Colombiaanse lagekostenluchtvaartmaatschappij en een dochteronderneming van het Chileense JetSmart. De maatschappij voert vluchten uit vanaf haar hub in Medellín en basis in Bogotá. JetSMART Colombia voert tot nu toe alleen vluchten uit binnen Colombia.

## Geschiedenis
JetSMART was al een tijd op zoek naar uitbreiding in Colombia. Zo werd er onderhandeld over de overname van Ultra Air en Viva Air, deze zijn beide niet gelukt en daarom werd JetSMART Colombia opgericht. Op 9 maart 2023 ontving de maatschappij officiële goedkeuring voor vluchten vanuit Colombia. In januari 2024 ontving de maatschappij de AOC en kondigde aan te starten met vliegen in maart 2024. Op 14 maart 2024 was de eerste vlucht van Bogotá naar Medellín.

## Vloot
De vloot van JetSMART Colombia bestaat uit de volgende toestellen (juni 2024):
| Type           | In dienst | Orders | Opmerkingen                  |
| -------------- | --------- | ------ | ---------------------------- |
| Airbus A320neo | 6         | —      | Alle toestellen van JetSmart |
| Totaal         | 6         | —      |                              |

## Bestemmingen
JetSMART Colombia vliegt naar de volgende bestemmingen (juni 2024):
| Land     | Stad        | Luchthaven                                      | Opmerkingem |
| -------- | ----------- | ----------------------------------------------- | ----------- |
| Colombia | Bogotá      | Aeropuerto Internacional El Dorado              | basis       |
| Colombia | Cali        | Aeropuerto Internacional Alfonso Bonilla Aragón |             |
| Colombia | Cartagena   | Aeropuerto Internacional Rafael Núñez           |             |
| Colombia | Cúcuta      | Aeropuerto Internacional Camilo Daza            |             |
| Colombia | Medellín    | Aeropuerto Internacional José María Córdova     | hub         |
| Colombia | Pereira     | Aeropuerto Internacional Matecaña               |             |
| Colombia | Santa Marta | Aeropuerto Internacional Simón Bolívar          |             |